# ويليام هاميلتون ميريت الثالث
ويليام هاميلتون ميريت الثالث (بالإنجليزية: William Hamilton Merritt III)‏ هو مهندس معادن ‏ ومهندس جنوب أفريقي، ولد في 8 يونيو 1855، وتوفي في 26 أكتوبر 1918 بسبب إنفلونزا.